# Jubiläumsfonds der Oesterreichischen Nationalbank
Der Jubiläumsfonds für die Förderung von Forschungs- und Lehraufgaben der Wissenschaft ist ein durch die Oesterreichische Nationalbank (OeNB) aus Anlass ihres 150-jährigen Bestandjubiläums 1966 gegründeter österreichischer Fonds zur Förderung der Wissenschaften.

## Förderung
Die von der OeNB direkt vergebenen Mittel aus dem ursprünglichen Jubiläumsfonds werden für wissenschaftliche Arbeiten hoher Qualität aus dem Bereich Wirtschaftswissenschaften sowie klinische krankheits- bzw. patientenorientierte Forschungsvorhaben aus dem Bereich der Medizinischen Wissenschaften ausgeschüttet. Auch Projekte aus den Sozial- und Geisteswissenschaften können gefördert werden.
1982 wurden zusätzliche Mittel für „wirtschaftsorientierte Forschungsförderung“ zur Verfügung gestellt. Diese werden über die beiden Forschungsförderungsfonds FFF (Forschungsförderungsfonds für die gewerbliche Wirtschaft) und FWF (Fonds zur Förderung der wissenschaftlichen Forschung), die CDG (Christian Doppler Forschungsgesellschaft) und Institute der ÖAW (Österreichischen Akademie der Wissenschaften) bereitgestellt.  Auch eine Basisfinanzierung von drei Wirtschaftsforschungsinstituten (Institut für Höhere Studien, Österreichisches Institut für Wirtschaftsforschung und Wiener Institut für Internationale Wirtschaftsvergleiche) wurde ab 1982 zur Verfügung gestellt.
Laut Bundesgesetz BGBl. I Nr. 133/2003 wurde schließlich die Nationalstiftung für Forschung, Technologie und Entwicklung (FTE-Nationalstiftung) geschaffen. Aufgrund dieses Gesetzes wurden durch Beschluss einer außerordentlichen Generalversammlung der OeNB vom 11. Dezember 2003 Rücklagen in Höhe von 1,5 Mrd. EUR aufgelöst und rückwirkend per 1. Jänner 2003 dem Jubiläumsfonds zur Förderung der Forschungs- und Lehraufgaben der Wissenschaft gewidmet.
Die seit dem Jahr 1982 bestehende Förderung der OeNB auf dem Gebiet der wirtschaftsorientierten Forschung ist mit der Errichtung der FTE-Nationalstiftung ausgelaufen.
Aktuell fördert der Jubiläumsfonds Projekte, welche den Stand der Forschung in notenbankenrelevanten Fragestellungen unter besonderer Berücksichtigung kommunizierter Schwerpunkte ausbauen. Seit der Gründung des Jubiläumsfonds wurden bereits über 10000 Forschungsvorhaben mit insgesamt 820 Mio. Euro gefördert. Damit hat sich der Jubiläumsfonds als unverzichtbarer Baustein zur Zukunftssicherung der österreichischen Wissenschaft und Forschung etabliert, was sich auch dadurch zeigt das wesentlich mehr förderwürdige Anträge eingereicht werden als mit den verfügbaren Fördermitteln abgedeckt werden können.